# Andreas Lutz (Künstler)
Andreas Lutz (geboren 1981 in Freiburg im Breisgau) ist ein deutscher Medienkünstler und Musiker. Seine Arbeiten beschäftigen sich mit der Beziehung von Mensch und Maschine und der Schaffung von universellen Kommunikationssystemen.

## Biografie
Lutz studierte an der Hochschule Offenburg und schloss 2009 mit dem Diplom in Medien und Informationswesen ab. Seine ersten Arbeiten hatten die alternative Mensch-Maschine-Interaktion zum Thema. Für „Because clicking is so 90s“, ein Natural User Interface, das nur mit Gesten und Sprache bedient wird, gewann er 2010 die Webby Awards.
2012 gründete Lutz das interdisziplinäre Studio KASUGA, das im experimentellen Bereich von Design, Interaktion und Sound tätig ist und audio-visuelle Installationen, integrierte Interaktions-Systeme und Medien-Kunst entwickelt. Die Arbeiten von Lutz wurden unter anderem im The National Art Center Tokyo, dem Zentrum für Kunst und Medien in Karlsruhe und der OpenArt Biennale in Örebro (Schweden) gezeigt und wurden mit dem Excellence Award der 19th Japan Media Arts Festival in Japan, dem iF Design Award in Deutschland und dem Edigma Semibreve Award 2019 ausgezeichnet.

## Ausstellungen, Installationen und Performances (Auswahl)

### Installationen und Performances
- 2009: Because clicking is so 90s, Web-Applikation[13]
- 2014: Wutbürger, Video-Installation
- 2016: Hypergradient, Kinetische Installation
- 2017: Dameon LED, Licht-Installation
- 2018: Offset XYZ, Kinetische Skulptur
- 2019: Soft Takeover, Kinetische Skulptur
- 2019: Binary Supremacy, Audio-visuelle Live-Performance
- 2020: Monolith YW, Kinetische Skulptur
- 2022: Abstract Language Model (Live), Audio-visuelle Live-Performance

### Einzelausstellungen
- 2017: Festival de la Imágen, Soundscapes, Manizales / Kolumbien[14]
- 2017: Galerie Mazzoli, I_AM, Berlin / Deutschland[15]
- 2019: transmediale / CTM Festival, Vorspiel, Berlin / Deutschland
- 2024: Festival ZERO1, Cultures numériques, La Rochelle[16]
- 2024: Medialab Matadero, Mentes Sintéticas, Madrid[17]

### Gruppenausstellungen (Auswahl)
- 2013: ZKM Karlsruhe, AppArtAward Highlights für Fairgrounds Night, Karlsruhe[18]
- 2015: KOBE Biennale, Suki, Kobe[19]
- 2016: Nuit Blanche, European Quarter, Brüssel[20]
- 2017: ISEA2017, Bio-creation and peace, Manizales / Kolumbien[21]
- 2017: FILE Festival, Galeria de Arte do Sesi, Sao Paulo[22]
- 2018: Goethe-Institut Italien, Dell’abitare incerto, Rom[23]
- 2018: ROHM Theatre Kyoto, Ghost, Kyoto[24]
- 2019: Semibreve Festival, Semibreve Award, Braga (Portugal)[12]
- 2019: Stereolux, Scopitone, Nantes[25]
- 2020: Luch Festival, New audio-visual art, Yekaterinburg[26]
- 2021: York Art Gallery, Aesthetica, York[27]
- 2022: Karachi Biennale, KB22, Karachi[28]
- 2022: Times Art Museum, Wavelength, Peking[29]
- 2023: OSA Festival, Państwowa Galeria Sztuki, Sopot (Polen)[30]
- 2023: Sónar Barcelona, Sónar+D, Barcelona[31]
- 2024: Sónar Istanbul, Zorlu PSM, Istanbul[32]

## Diskographie
- Fairgrounds Night (Kasuga Records; 2008)[33]
- Untitled Noise (Kasuga Records; 2011)
- Almost (Motor Music; 2011)
- Zwölftonform (Kasuga Records; 2016)
- Offset 5s_av1 (Kasuga Records; 2016)
- Daemon#001 mit Hansi Raber (Kasuga Records; 2016)
- Daemon#002 mit Hansi Raber (Kasuga Records; 2017)
- Binary Supremacy (Kasuga Records; 2018)
- Dyad (Kasuga Records; 2020)
- Abstract Language Model (Kasuga Records; 2023)
- Aura Trans (Kasuga Records; 2025)